# Milorad Stošić
Milorad Stošić (en serbe cyrillique : Милорад Стошић ; né le 11 août 1954 à Dragovac) est un homme politique serbe. Il est membre du Parti des retraités unis de Serbie (PUPS) et vice-président du groupe parlementaire du PUPS à l'Assemblée nationale de la République de Serbie.

## Parcours
Milorad Stošić naît en 1954 à Dragovac, un village situé près de Pristina. Il effectue ses études élémentaires dans son village natal puis ses études secondaires à l'école de guerre de Belgrade, dans la section des télécommunications. Il termine ses études supérieures à l'Académie militaire de Belgrade et devient officier dans les télécommunications.
Il prend sa retraite le 1er janvier 2004 avec le grade de capitaine de 1re classe et travaille alors au programme Prisma développé par la Faculté de génie mécanique de l'université de Niš et, devenu directeur des systèmes d'information, il fonde l'agence de services d'informations et de conception de sites internet Stomil.
Sur le plan politique, Milorad Stošić est membre du Parti des retraités unis de Serbie (PUPS).
Lors des élections législatives du 6 mai 2012, il figure sur la liste de la coalition emmenée par Ivica Dačić et notamment constituée du Parti socialiste de Serbie (SPS), du PUPS et de Serbie unie (JS), ce qui lui vaut de devenir député à l'Assemblée nationale de la République de Serbie ; le PUPS forme un groupe parlementaire et Milorad Stošić en devient le vice-président.
À l'Assemblée, en plus de cette fonction, il participe aux travaux de la Commission de la diaspora et des Serbes de la région, de la Commission de l'éducation, de la science, du développement technologique et de la société de l'information et de la Commission des droits de l'enfant ; en tant que suppléant, il participe aussi à ceux de la Commission de l'aménagement du territoire, du transport, des infrastructures et des télécommunications et de la Commission de la culture et de l'information.

## Vie privée
Milorad Stošić vit à Niš ; il est marié et père de deux enfants.